# La Magnificence des oiseaux
La Magnificence des oiseaux (titre original : Bridge of Birds) est un roman de fantasy écrit par Barry Hughart, publié en 1984. 
C'est le premier tome de la trilogie Les Aventures de Maître Li et Bœuf Numéro Dix. L'auteur décrit ce roman comme « une version moderne de la forme du roman chinois classique, qui était une forme taoïste clandestine destinée à lutter contre les Confucéens. Les Confucéens aimaient châtrer les personnes qui défiaient le régime. Sans mentionner de noms, les Taoïstes pouvaient utiliser de vrais empereurs et une vraie structure politique dans le roman fantasy ».

## Résumé
L'histoire se déroule dans une version fantastique de la Chine impériale (le sous-titre donné par Hughart est d'ailleurs « Un roman d'une Chine Ancienne qui n'a jamais été »). Il décrit et réinvente le conte traditionnel du Bouvier et la Tisserande ainsi que d'autres mythes, poèmes, et évènements de l'histoire chinoise. La vraie version de l'histoire du Bouvier et de la Tisserande est référencée à la fin du livre.
Au début du roman, le village de Kou-fou est frappé par un mal qui tue les vers à soie et fait sombrer dans le coma tous les enfants âgés de huit à treize ans. Bœuf Numéro Dix, le narrateur, est envoyé chercher un sage qui pourra soigner les enfants. À Pékin, il trouve Maître Li Kao, un érudit ivrogne avec, comme il le décrit lui-même, « un léger défaut de personnalité ». Celui-ci identifie immédiatement la cause du mal comme étant le poison ku, une toxine incurable infligée au village par deux villageois malhonnêtes désirant monopoliser la culture de la soie. Afin de guérir les enfants, Bœuf et Maître Li partent à la recherche de la Grande Racine de Puissance, qui peut guérir tous les maux. Ils commencent leur quête dans le château de la Grande Ancêtre.
Il s'avère cependant que l'Ancêtre possède uniquement la petite Racine de Puissance, et que la vraie Grande Racine serait en possession du tyrannique et avare Duc de Ch'in. Après avoir survécu aux jeux mortels du Duc de Ch'in, qui consistaient en des labyrinthes et des monstres terrifiants, ils arrivèrent à regrouper différentes portions de la racine de Ginseng. Pourtant, tous ces éléments se révèlent inefficaces pour guérir les enfants. En même temps que le Ginseng, ils trouvent trois fantômes de servantes répétant la même histoire : « Les oiseaux de Chine doivent voler ! ». L'une des nombreuses personnes qu'ils rencontrent durant leur aventure est Ho le Brimé, qui leur raconte comment un dieu, Berger des Étoiles, est tombé amoureux d'une humaine, à qui il donna le titre le Princesse des Oiseaux. Ils rencontrent également le Lapin aux Clés, qui est marié à Nuage de Lotus. Comme tous les autres hommes au cœur pur, Bœuf se met à vénèrer Nuage de Lotus et la couvre de luxueux présents. Les héros rendent visite au Vieux de la Montagne. Là, ils apprennent qu'une personne désirant devenir immortelle doit obtenir quelque chose des dieux, et que son cœur doit être retiré pour acquérir l'invulnérabilité. Cette information les aide à comprendre que, quelque part, leur quête de la Racine de Ginseng est liée à l'histoire de la Princesse des Oiseaux. Ils en concluent également que le Duc de Ch'in connaît les secrets de l'immortalité et de l'invulnérabilité, et que le même Duc s'est joué de la Princesse des Oiseaux et des trois servantes, des siècles auparavant.
Maître Li et Bœuf Numéro Dix finissent par trouver le cœur du Duc. Le Duc est tué, et Maître Li s'incline devant Nuage de Lotus, l'appelant la Princesse des Oiseaux. Maître Li et Bœuf Numéro Dix entendent alors un son qui se révèle être le son d'un milliard d'oiseaux, faisant un pont jusqu'au ciel. La Princesse place la Grande Racine de Puissance dans la main de Bœuf. De retour au village de Kou-Fou, les enfants sont guéris. Des centaines d'étoiles filantes strient les cieux alors que le Berger des Étoiles ouvre ses bras pour recevoir Nuage de Lotus, la Princesse des Oiseaux.

## Personnages
Parmi les nombreux personnages du livre, les principaux sont :
- Bœuf Numéro Dix (Lou-You) : enfant orphelin élevé par sa tante et son oncle, Bœuf devient un homme fort. Il part avec Li Kao dans une aventure pour guérir les enfants de Kou-Fou du poison Ku, franchissant de nombreux obstacles et triomphant de nombreux monstres.
- Li Kao (Maître Li) : un vieux sage de Pékin, avec un léger défaut de personnalité. Il accompagne Bœuf dans sa quête.
- Ma le Grigou : un escroc travaillant avec Fang le Prêteur sur gages pour voler les habitants du village. Il vend des feuilles de mûrier destinées à empoisonner les larves de vers à soie ; les enfants ingèrent accidentellement le poison en nourrissant les larves.
- Fang le Prêteur sur gages : un prêteur sur gages malhonnête, père de Faon de Fang et Puce de Fang. Il escroque les villageois, ce qui fait de lui l'homme le plus riche du village. En tentant de détruire les vers à soie, il empoisonne les enfants de Kou-Fou.
- La Grande Ancêtre : la démoniaque, cruelle, repoussante dirigeante de Chine. Elle est la mère de la femme de Ho le Brimé et la grand-mère de Vierge en Pâmoison. Elle détient une partie de la Racine de Puissance.
- Vierge en Pâmoison : la petite-fille de la Grande Ancêtre et la fille de Ho le Brimé. Lorsqu'elle se sent offensée, elle prétend s'évanouir, en effectuant deux pas en arrière et six à gauche. Elle est tuée en s'évanouissant dans un puits.
- Ho le Brimé (Ho Wen) : le gendre craintif de la Grande Ancêtre et père de Vierge en Pâmoison. Il tombe amoureux de sa concubine Étoile Vive, qui, par conséquent, est tuée par sa fille. Il aide les héros à tuer sa fille et finalement meurt en assassinant la Grande Ancêtre.
- Chen le Ladre : un marchand riche et avare qui trouve le bonheur après avoir rencontré Nuage de Lotus. Il vend toute sa fortune afin de lui plaire. Il est tué par un carreau d'arbalète dans la Caverne des Cloches.
- Duc de Ch'in : le cruel Duc de Chine, dont on dit qu'il peut lire les esprits et contrôler les créatures qui rôdent dans les entrailles de la terre. Il retire et cache son cœur, ce qui le rend invulnérable. Il vole également la couronne de Perle de Jade. Il se dissimulait sous l'identité du Lapin aux Clés. Il est tué lorsque Nuage de Lotus ouvre le coffret où il a caché son cœur et le jette dans le jardin, où il est dévoré par les chiens.
- Lapin aux Clés (Assesseur de Ch'in) : l'Assesseur du Duc et l'époux de Nuage de Lotus.
- L'Auguste de Jade : l'Empereur du Ciel. Il interdit à jamais au Berger des Étoiles, son neveu, de revisiter la Terre après qu'il est tombé amoureux de Perle de Jade et qu'il a oublié d'effectuer ses tâches célestes. Il donne trois plumes à Perle de Jade et en fait la Princesse des Oiseaux.
- Perle de Jade : une jeune paysanne qui devient la Princesse des Oiseaux dans l'histoire du Colporteur. Les héros finissent par découvrir que, après lui avoir volé sa couronne, le Duc a effacé ses souvenirs et lui a donné l'identité de Nuage de Lotus. À la fin de l'histoire, elle aide à la destruction du cœur du Duc.
- Le Vieux de la Montagne : l'homme le plus sage du monde. Il vit dans les Montagnes d'Omei, au bout du sentier de l'Ours. Il ne vend pas ses secrets à bon compte. Il donne à Maître Li le secret de l'immortalité en échange du butin récupéré dans le palais de la Grande Ancêtre.

## Projet original
Le projet original de Barry Hughart pour La Magnificence des Oiseaux, non-édité, présentait une intrigue similaire, mais Bœuf Numéro Dix, le village de Kou-Fou et le Ginseng n'y étaient pas présents.
L'histoire du projet original débute au Monastère de Shu, dont l'abbé maltraite Li Kao, jusqu'à ce que celui-ci lui sauve la vie. L'abbé lui donne alors les attributs du mendiant, un bol et une robe, et lui dit qu'un jour, il sera appelé, et qu'il sera de son devoir de suivre cet appel.
Li Kao commence alors une quête afin de devenir riche et rester jeune en Chine.
Li Kao démarre son voyage dans la ville de Pékin, où il dérobe cinq cents pièces d'or pour commencer sa vie d'homme fortuné. Dans sa fuite, il tombe d'une falaise et trouve le légendaire squelette de Cheng Hang, qui le charge de trouver trois babioles : une balle de cristal, une clochette de bronze et une petite flûte, afin de réparer un terrible événement qui s'est passé dans le Ciel, qui a séparé deux dieux amoureux qui ne peuvent plus se voir en raison des lois du ciel, et qui ne peuvent être réunis qu'en formant le Pont des Oiseaux.
Sa quête le mène à entrer en conflit avec le cruel Duc de Ch'in, qui fait tout ce qui est en son pouvoir pour empêcher Li Kao de trouver un secret plus profond, une vérité cachée de la quête des babioles. À la fin, il réussit la quête, le Pont des Oiseaux est formé, et tout est rétabli dans les cieux.

## Influences

### Romans orientalistes duXXesiècleet chinoiseries
La Magnificence des oiseaux a été assimilée au genre littéraire des chinoiseries, synonyme d'« orientaliste », pouvant faire référence à un genre d'histoires basées sur l'univers de la Chine. On utilise également ce terme pour décrire des formes d'art décoratif. Parmi les romans célèbres de chinoiseries, on trouve les histoires de Kai Lung par Ernest Bramah, La Passe dangereuse de W. S. Maugham, La Terre chinoise de Pearl Buck, et la trilogie de Chia Black Dragon (en) de Stephen Marley, ainsi que tous les romans écrits au XXe siècle, reflétant les paysages de la Chine et certains de ses aspects culturels. Les histoires de Kai Lung sont réputées si authentiques à tous les points de vue (cadre de vie, culture...), que l'auteur, Ernest Bramah, a dû habiter en Chine à un moment de sa vie. Cependant, il n'existe aucune preuve de cela actuellement. Alors que le genre des chinoiseries se concentre plutôt sur la partie artistique et enchanteresse de la Chine, Stephen Marley aime désigner sa trilogie comme faisant partie du « Gothique chinois », car son écriture est plus sombre que celle d'un livre comme La Magnificence des oiseaux.

### Romans chinois classiques
Dans la partie biographie de l'auteur de La Magnificence des Oiseaux, Barry Hughart indique que le livre a été influencé par le fait que « un grand nombre de divinités chinoises tirent leurs origines de personnages de romans ». La Magnificence des Oiseaux comporte d'importantes références et allusions aux Quatre livres extraordinaires de la culture chinoise, en particulier à Le Rêve dans le pavillon rouge et La Pérégrination vers l'Ouest.
Le Rêve dans le pavillon rouge, écrit par Cao Xueqin, est l'un des Quatre livres extraordinaires de la culture chinoise. Ce roman a amené l'écriture chinoise à se tourner vers l'utilisation de l'expérience personnelle et de la tragédie, loin des mythes et légendes bien connus et des personnages stéréotypés, qui ont valu à la fiction une réputation d'hypocrisie et d'amoralité. Ce roman est mentionné dans La Magnificence des Oiseaux.
La Pérégrination vers l'Ouest, de Wu Cheng'en, est un récit initiatique dans la veine de La Magnificence des Oiseaux. Il raconte l'histoire d'un long pèlerinage depuis la Chine vers l'Inde, à la recherche de l'illumination. Un grand nombre d'obstacles comme des dragons, des tigres, des démons et autres monstres sont affrontés par le héros tout au long de son chemin.
Les Trois Royaumes est écrit par Luo Guanzhong, et Au bord de l'eau, par Shi Nai'an and Luo Guanzhong. Ces deux romans font également partie des Quatre livres extraordinaires de la culture chinoise. Bien que ces romans soient les moins ressemblants de la collection à La Magnificence des oiseaux, il existe quand même des similarités.

### Culture chinoise
Dans La Magnificence des oiseaux, on retrouve de nombreuses allusions à de réelles pratiques culturelles chinoises et événements, comme :
- La libellule en bambou – La version traditionnelle du jouet volant était faite en bambou. Elle comportait deux pales qui jouaient le rôle de propulseur. Ces deux pales était connectées à une tige très fine. En roulant la tige entre ses paumes, cela entraînait le rotor formé par les deux pales et relâchait la libellule en bambou. Faute d'électricité, la libellule en bambou n'atteignait pas des hauteurs élevées. Dans le roman, les héros en croisent une version de la taille d'un hélicoptère.
- La vie de village chinois – La Magnificence des oiseaux débute dans un village traditionnel chinois du nom de Kou-Fou. Dans la culture chinoise, les villages sont traditionnellement considérés comme les fondements de la société car ils comportent la culture, les traditions, et les coutumes de la Chine[11].
- La Fête des bateaux-dragons – Cette fête chinoise est célébrée par une course de bateaux le cinquième jour du cinquième mois lunaire, qui est également le jour où le poète chinois Chu Yuan est décédé, en 482. Ce jour-là, les habitants jettent des feuilles de bambou remplies de riz dans l'eau, symbolisant une tentative de distraire les poissons de manger son cadavre. Dans La Magnificence des oiseaux, un homme habillé comme le défunt poète apparaît pour voler les habitants durant la cérémonie[12].
- L'Auguste de Jade – Un dieu chinois d'origine taoïste qui créa le zodiaque chinois en organisant une course des animaux à travers la rivière, pour définir l'ordre dans lequel ils se trouveraient dans le calendrier. Dans La Magnificence des oiseaux, il manipule les personnages pour sauver Perle de Jade[13].
- La Danse du dragon – La danse du dragon est un élément important de la culture traditionnelle chinoise. La danse du dragon exprime joie et vœux. Elle est habituellement exécutée par un groupe de personnes possédant différents accessoires de scène, qu'ils utiliseront pour former la tête, le corps, et la queue du dragon. Maître Li et Bœuf Numéro Dix effectuent cette danse à la fin de La Magnificence des oiseaux[14].
- Ginseng – Le Ginseng est un élément majeur de l'intrigue à cause de ses légendaires pouvoirs curatifs, qui reflètent la croyance traditionnelle chinoise dans le ginseng, ou ren shen, comme étant « le roi d'une centaine d'herbes ». L'herbe que l'on connaît aiderait au fonctionnement du cerveau, limiterait la réponse surrénalienne au stress, posséderait des propriétés antinéoplastiques, serait antioxydant, et stimulerait la sécrétion d'insuline. Dans la médecine traditionnelle chinoise, le ginseng est considéré comme une nourriture "chaude" (温) qui peut tonifier le qi primaire et nourrir le yin[15]. Le commerce du ginseng a perduré en Chine pendant plus de 3000 ans, un fait abordé dans le livre.
- Le Légisme – Littéralement, ce mot signifie « école de la loi ». Cette philosophie comprenait trois sujets : fa, shu, et shi. Fa signifie « loi ou principe », et le code de loi doit être écrit et rendu public. Les lois doivent récompenser ceux qui les suivent et punir ceux qui les ignorent. Shu a pour sens « méthode, tactique ou art », ce qui signifie que le souverain doit garder quelques secrets pour que d'autres ne puissent pas prendre le contrôle de sa dynastie. Enfin, Shi signifie « légitimité, pouvoir, ou charisme », donc que la position du souverain est de détenir le pouvoir. Dans le roman, le Duc de Ch'in épouse cette philosophie[16],[17].
- La Fête de la lune – Également connue comme la Fête de la mi-automne, ou la Fête des Gâteaux de lune. Les usages comportent la dégustation des Gâteaux de lune, des entremises, le transport de lanternes, la combustion d'encens, et les Danses du Dragon de Feu. Dans La Magnificence des oiseaux, Bœuf Numéro Dix visite la ville de Pékin pendant la trépidante Fête de la lune[16],[18],[19].
- La Danse de l'épée – Une danse populaire de la culture chinoise qui combine la danse des épées, de différentes tailles, avec des acrobaties. La danse de l'épée provient de l'art martial wu shu et était très populaire dans l'opéra chinois[20].
- La Fête des Tombes – Plus connue sous le nom de Fête de Qingming en Chine, mais également désignée comme le Jour du Balayage des Tombes, car l'une des principales coutumes lors de cette journée est le balayage des tombes. Cette journée est dédiée aux morts. Les gens se rendent sur la sépulture de leurs ancêtres pour les nettoyer, laisser des offrandes et de la nourriture, et honorer les morts. Maître Li et Bœuf Numéro Dix, dans La Magnificence des oiseaux, prennent le temps d'honorer leurs défunts ancêtres en ce jour.
- Le Roi Yama – Juge des morts dans la religion folklorique chinoise. Lors de la mort d'une personne, le Roi Yama lui garantirait bonne fortune pour sa prochaine vie si elle avait mené une bonne vie, ou la punirait si elle avait mené une vie remplie de mauvaises actions et de malheur. Ce personnage religieux est évoqué dans La Magnificence des oiseaux lorsque les héros  discutent de la forme sous laquelle ils aimeraient renaître dans leur prochaine vie.

## Réception

### Accueil critique
La plupart des critiques ont salué La Magnificence des oiseaux et apprécié son ton, bien que le livre démarre lentement[Interprétation personnelle ?]. Le style d'écriture a été jugé très poétique, et l'intrigue, avec l'incorporation de mythes, personnages et traditions chinoises, a rendu le roman « agréable à lire »,. Cependant, ces mêmes histoires parallèles et mythes peuvent rendre le livre confus au yeux de certains lecteurs Le livre utilise une note comique considérable, même lorsqu'il y a une épidémie, la mort d'enfants, et ce qui semble être une tentative accidentelle de meurtre.

## Récompenses
- Prix World Fantasy du meilleur roman 1985
  - ex æquo avec le roman de Robert Holdstock, La Forêt des Mythimages (Mythago Wood)[24]
- Prix Mythopoeic du meilleur roman de fantasy 1986